# Briane Panitz Bicca
Briane Elisabeth Panitz Bicca (Porto Alegre, 1946 – Porto Alegre, 02 de junho de 2018) foi uma arquiteta urbanista brasileira, considerada um dos principais nomes do país na luta pela preservação do Patrimônio Histórico e Cultural.
Dentro de uma extensa carreira no campo do patrimônio cultural, destacam-se suas atuações como técnica de planejamento do Instituto do Patrimônio Histórico e Artístico Nacional (IPHAN) entre 1979 e 1992, quando coordenou o grupo de trabalho para que Brasília se tornasse Patrimônio Cultural da Humanidade, e como responsável pela implantação e coordenação, entre 1992 e 2001, do Setor de Cultura da Organização Mundial das Nações Unidas para a Educação, a Ciência e a Cultura (UNESCO) no Brasil.

## Formação
Briane Bicca graduou-se em Arquitetura pela Faculdade de Arquitetura da Universidade Federal do Rio Grande do Sul (UFRGS) em 1969. Seu doutorado foi em planejamento urbano pela Universidade de Grenoble na França, em 1979. Especializou-se em Conservação Arquitetônica no Centro Internacional de Estudos para a Conservação e Restauro de Bens Culturais (ICCROM) em Roma, em 1989, e realizou pós-doutorado em Conservação do Patrimônio Histórico na Palais Chaillot de Paris, em 1990.

## Carreira

### Técnica no IPHAN
Como técnica do IPHAN, Briane Bicca participou de dois dos principais projetos de preservação do patrimônio brasileiro: o Programa das Cidades Históricas, formulado nos anos 1970, e o Programa Monumenta, nos anos 1990.

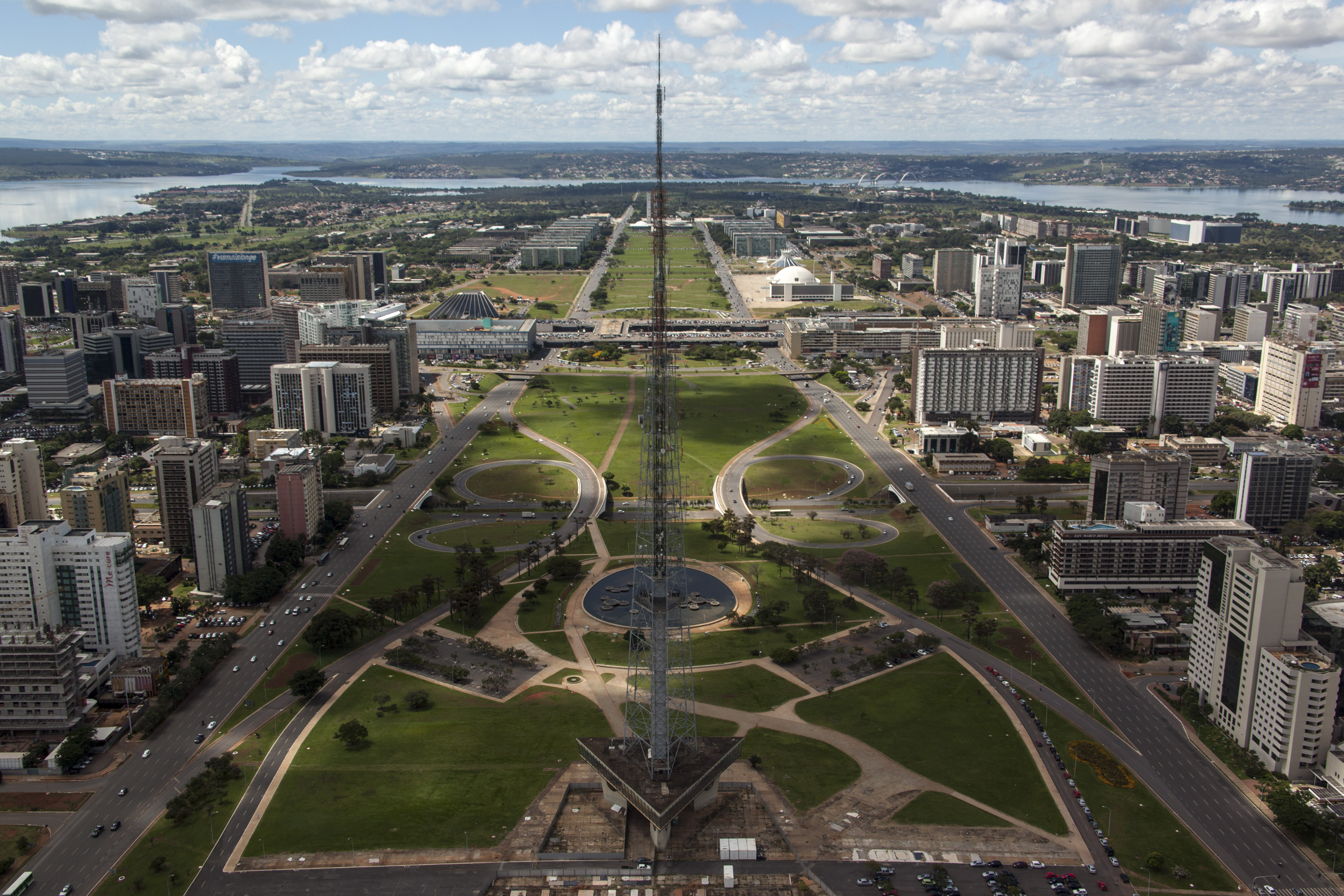
Eixo Monumental em Brasília.

#### Brasília
Em Brasília, onde fixou residência, a arquiteta coordenou o Grupo de Trabalho para Preservação do Patrimônio Histórico e Cultural de Brasília (GT/Brasília), grupo técnico criado por Aloísio Magalhães em 1981 para estudar e propor medidas de proteção ao patrimônio cultural da cidade. Esse Grupo, o primeiro criado institucionalmente com tal finalidade, era constituído por profissionais do IPHAN, da Universidade de Brasília (UnB) e do Governo do Distrito Federal. Foi sob a coordenação de Briane Bicca que o grupo de trabalho elaborou o dossiê técnico da candidatura vitoriosa de Brasília como Patrimônio Cultural da Humanidade. Primeira cidade moderna com tal honraria, a capital brasileira foi inscrita na Lista de Patrimônio Mundial da UNESCO em 7 de dezembro de 1987, apenas 27 anos após sua inauguração. Até então, o título havia sido concedido somente a cidades construídas antes do século 20. O reconhecimento da cidade como Patrimônio Mundial se mostrou fundamental para a preservação do Plano Piloto conforme o desenhado por Lúcio Costa e executado no governo de Juscelino Kubitschek.

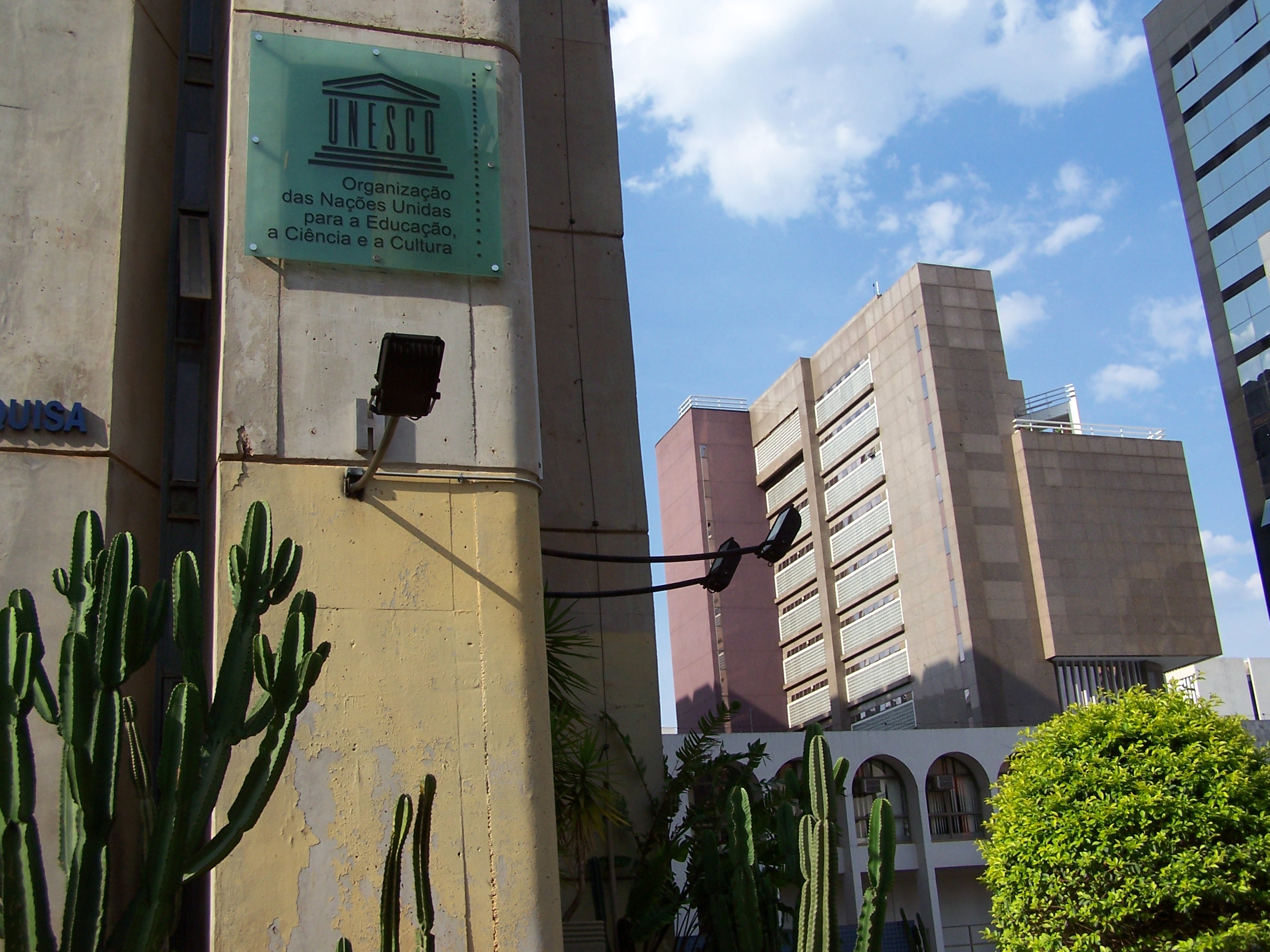
Escritório da UNESCO em Brasília.

### Setor de Cultura da UNESCO no Brasil
Briane Bicca foi responsável pela implantação e coordenação, entre 1992 e 2001, do Setor de Cultura da Organização Mundial das Nações Unidas para a Educação, a Ciência e a Cultura (UNESCO) no Brasil. Em 2006, a Representação da UNESCO no Brasil publicou Arquitetura na Formação do Brasil, livro organizado por Briane Bicca e Paulo Bicca. Reunindo textos de importantes acadêmicos de diferentes regiões do país, a publicação passou a constituir bibliografia de referência na análise das relações entre as atividades econômicas e a produção dos espaços, contribuindo para a consolidação de conhecimentos que, embora não inéditos, raramente eram apresentados de maneira sistemática.

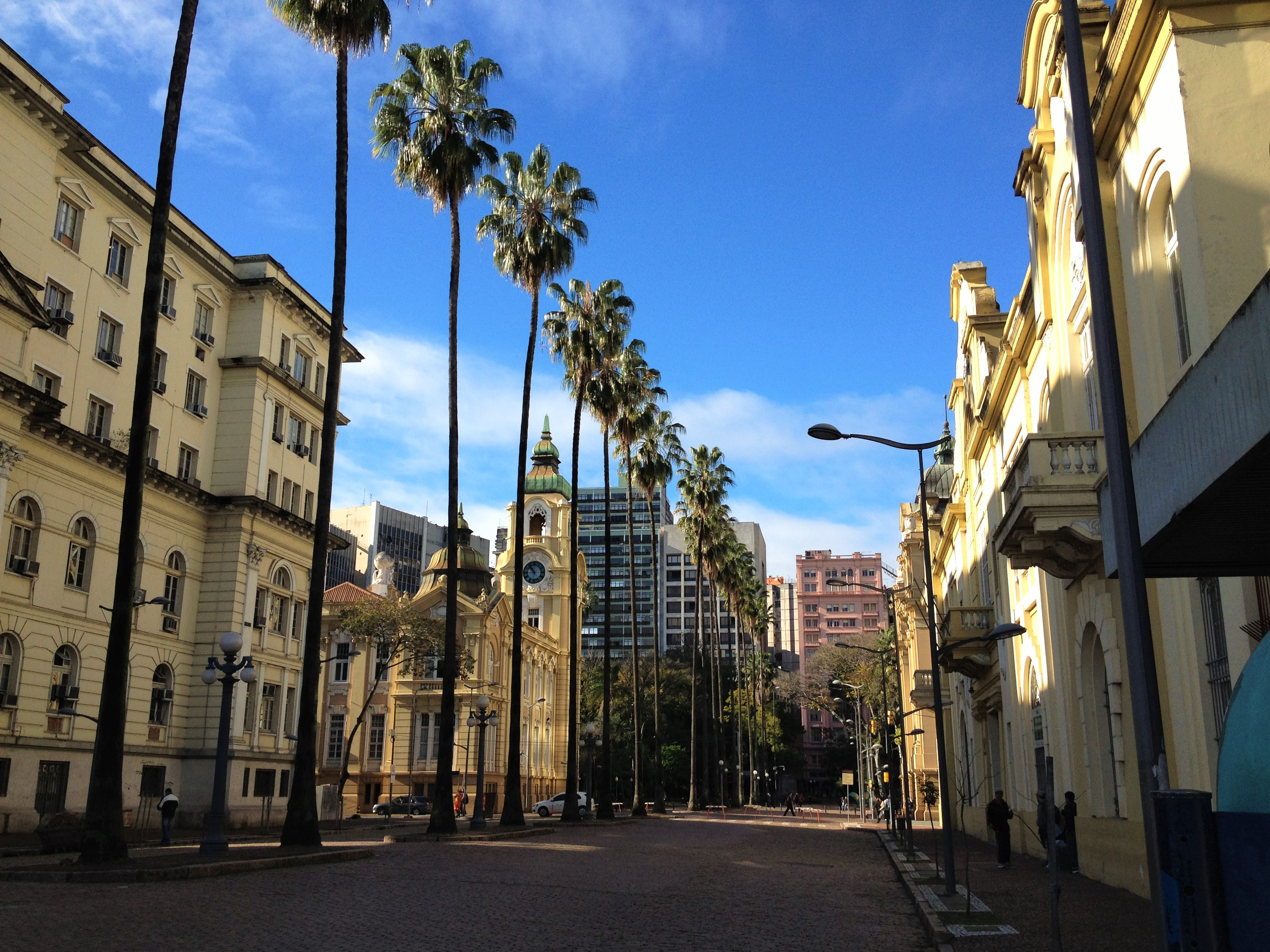
Avenida Sepúlveda em Porto Alegre.

### Retorno à Porto Alegre
De volta à Porto Alegre, assumiu a coordenação local da Unidade Executora do Programa Monumenta, programa do Ministério da Cultura voltado à requalificação de centros históricos urbanos, permanecendo em sucessivas administrações municipais e conseguindo significativos resultados na recuperação de espaços e restauração de edificações do Centro Histórico, em obras públicas e privadas. Suas maiores contribuições foram os projetos para o eixo Avenida Sepúlveda / Praça da Alfândega e para a Praça da Matriz, além da recuperação do Mercado Público após o incêndio de 2013.
Durante os últimos anos de vida, Briane integrou o Conselho Superior do Instituto de Arquitetos do Brasil (IAB) e o Conselho de Arquitetura e Urbanismo (CAU/RS), além de coordenar o Programa de Aceleração do Crescimento Cidades Históricas (PAC-CH) em Porto Alegre.

## Homenagens
Na ocasião do falecimento de Briane Bicca, devido a uma ruptura de aneurisma, o governador do Distrito Federal Rodrigo Rollemberg declarou três dias de luto oficial em Brasília. Notas de pesar foram divulgadas pela UNESCO, pelo IPHAN, pelo CAU e pela SEDAC/RS.
Em julho de 2018, a arquiteta foi premiada (in memoriam) pelo Conselho Estadual de Cultura do Rio Grande do Sul com o “Troféu Conselho Estadual de Cultura” na categoria Patrimônio.
Em agosto de 2018, a Pinacoteca Ruben Berta promoveu homenagem póstuma a Briane Bicca, passando a nomear o auditório do museu como Auditório Briane Bicca. A instituição obtivera sua sede definitiva em 2013, quando o casarão da Rua Duque de Caxias foi completamente restaurado por meio do Programa Monumenta, coordenado na capital gaúcha por Briane.
Em julho de 2019, através de parceria entre a Secretaria da Cultura do Estado do Rio Grande do Sul e o Instituto de Arquitetos do Brasil, foi inaugurada a Sala Briane Bicca, no Solar Conde de Porto Alegre. O espaço, destinado a atividades de educação patrimonial do Instituto de Patrimônio Histórico e Artístico do Estado (IPHAE), tem por objetivo promover ações de referência na salvaguarda e gestão do patrimônio promovendo seu reconhecimento, democratização e apropriação pela diversidade de coletivos sociais.
Em outubro de 2019, a arquiteta foi a grande homenageada (in memoriam) do 21º Congresso Brasileiro de Arquitetos, realizado em Porto Alegre. A ideia de batizar a Alameda dos Jacarandás, na Praça da Alfândega, de Alameda Briane Bicca foi confirmada na ocasião, durante ato em homenagem à arquiteta e urbanista, com o propósito de enviar a proposta para apreciação na Câmara de Vereadores de Porto Alegre.